# 198 км (зупинний пункт, Південна залізниця)
198 км — пасажирський зупинний пункт Сумського напрямку. Розташований між платформою Ріпки та станцією Максимівка. Пункт розташований у селі Горького Богодухівського району. На пункті зупиняються лише приміські потяги. Пункт належить до Сумської дирекції Південної залізниці.
Відстань до станції Харків-Пасажирський — 52 км.